# Aldama dentata
Aldama dentata là một loài thực vật có hoa trong họ Cúc. Loài này được La Llave ex La Llave mô tả khoa học đầu tiên năm 1824.